# Austin Leeds
Austin Leeds, nome d'arte di Austin Harlan Leeds (3 maggio 1978), è un disc jockey e produttore discografico statunitense.

## Carriera
Austin ha iniziato la sua carriera musicale nel 2000 quando pubblicò i suoi primi brani con l'etichetta Bedrock di John Digweed. Nel corso degli anni, Austin ha collaborato con molti artisti della scena musicale dance, significative le collaborazioni con Paul van Dyk, Avicii, Markus Schulz, DJ Chus, Rene Amesz, Thomas Beringher, Matthew Dekay, Mac Zimms, Ivan Gough (TV Rock) e Sasha.
Nella primavera del 2012, Austin collabora nuovamente con Paul van Dyk alla realizzazione di due brani (Verano e Symmetries) per l'album di Van Dyk Evolution. 
- Discografia Discogs.com